# 約翰島
約翰島是俄羅斯的小型島嶼，位於鄂霍次克海，長度1.6公里，闊度850米，最高点约为300米，由哈巴羅夫斯克邊疆區負責管轄，島上有一個自動氣象站和一座空房子，后者据传是在20世纪70年代由一名水文学家或是一名业余无线电爱好者建造的，岛上没有常住人口。约翰岛在1789年由“俄罗斯荣耀”号护卫舰在前往勘察加半岛的途中发现。由于地处偏远，人类干扰较少，该岛夏季会吸引上百万只海鸟和大量的海洋动物驻足生活。岛屿周围有一些礁石，被称为“Камни Восточные”，即“东部的几个礁石”。

## 外部連結
- Location （页面存档备份，存于）
- Encyclopedia Britannica Archive.today的存檔，存档日期2013-01-02
- Geographical data
- Northern Sea Lion Distribution and Abundance: 1956-80
- Former name （页面存档备份，存于）
- Khabarovsk Krai[永久]